# Gelbbrauner Brachkäfer

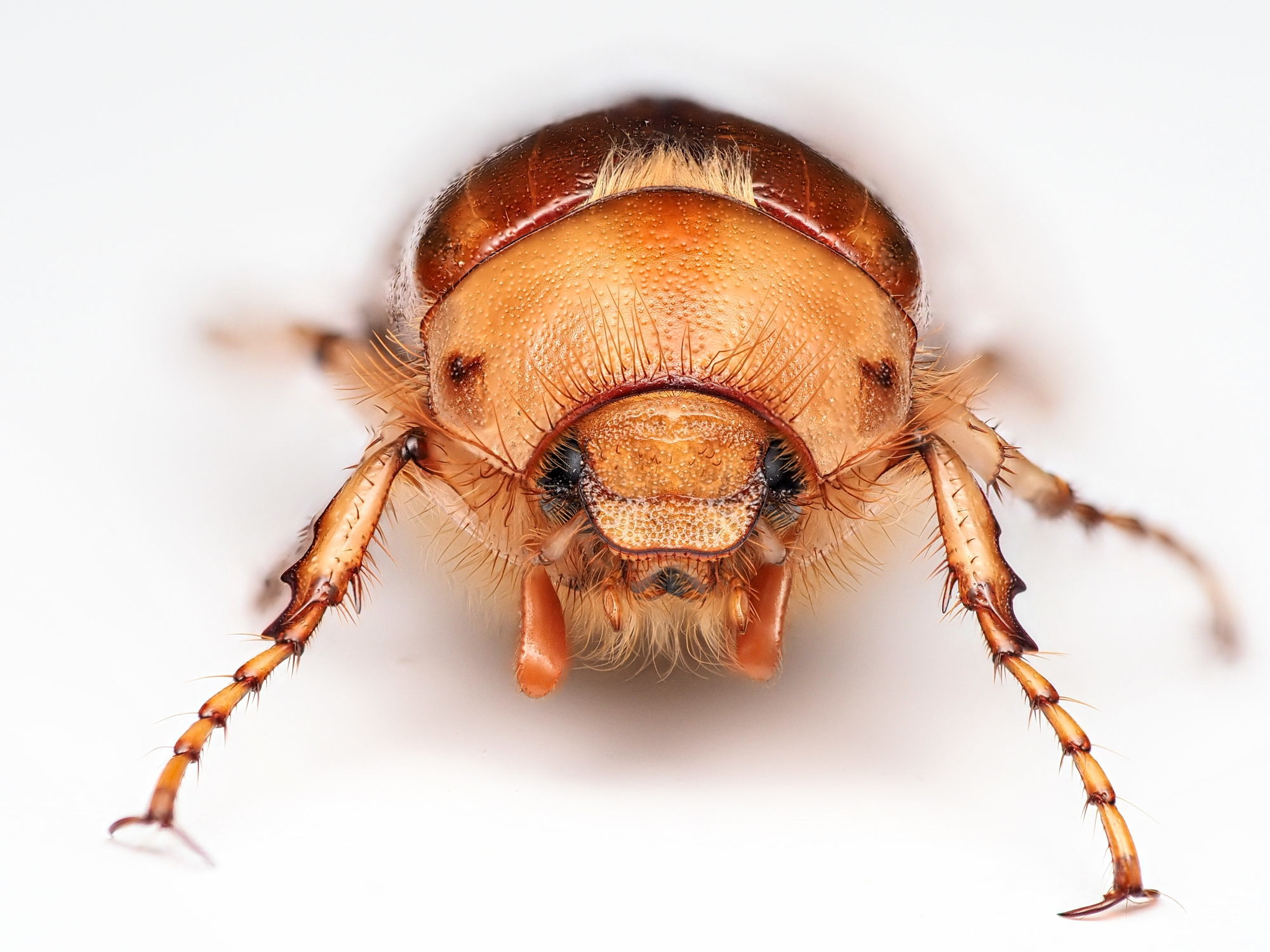
Gelbbrauner Brachkäfer (Rhizotrogus aestivus), Frontalansicht

Der Gelbbraune Brachkäfer (Rhizotrogus aestivus) ist ein Käfer aus der Familie der Blatthornkäfer (Scarabaeidae).

## Merkmale
Die gelbbraun gefärbten Käfer haben eine Körperlänge von 12 bis 18 Millimetern und besitzen das typische Aussehen der Blatthornkäfer. Die Flügeldecken (Elytren) sind an der Naht, den Seiten und am Hinterrand dunkelbraun. Die Basis des Halsschildes ist deutlich gesäumt. Die 10-gliedrigen Fühler besitzen einen 3-gliedrigen Fächer.

## Vorkommen und Lebensraum
Der Gelbbraune Brachkäfer kommt in der westlichen Paläarktis (weite Teile Europas) vor. In Nordeuropa (Britische Inseln, Skandinavien, Baltikum) fehlt die Käferart. Ihr Verbreitungsgebiet reicht nach Kleinasien und in den Kaukasus. In Deutschland gilt die Art als „gefährdet“ (Rote Liste – Stufe 3). Die wärmeliebende Käferart bevorzugt als Lebensraum Trockenhänge, Halbtrockenrasen, sandige Flussauen, Brachflächen und Lichtungen.

## Lebensweise
Die Käfer fliegen von Anfang April bis Juni. Die meist dämmerungsaktiven Käfer findet man häufig an Eichen (Quercus). Die Engerlinge fressen an den Wurzeln verschiedener Pflanzen und benötigen 2–3 Jahre für ihre Entwicklung.
Der Gelbbraune Brachkäfer fliegt gerade zu der Zeit, wenn die Großen Hufeisennasen nach ihrem Winterschlaf wieder Nahrung aufnehmen. In dieser für die Fledermäuse kritischen Zeit, wenn noch zusätzlich die Weibchen trächtig sind, bildet speziell diese Käferart eine wichtige Nahrungsquelle.